# Huang Ju
Dans ce nom chinois, le nom de famille, Huang, précède le nom personnel.
Pour les articles homonymes, voir Huang.
Huang Ju (黄菊) est un homme politique chinois, né en septembre 1938 à Jiashan (Chine) et mort le 2 juin 2007 à Pékin.
Élu en novembre 2002 membre du Comité permanent du bureau politique du Parti communiste chinois et en mars 2003 premier vice-Premier ministre du Conseil des affaires de l'État de la république populaire de Chine.
Huang, a adhéré en mars 1966 au Parti communiste chinois (PCC).

## Origines
Huang est né en septembre 1938 à Jiashan, province du Zhejiang. Après être sorti de la faculté d'électrotechnique de l'université de Qinghua, en 1963, il a travaillé comme ingénieur dans l'atelier d'énergie de l'usine de machines de préfabriqués de Shanghai et fut secrétaire du directeur de cette usine jusqu’en 1967.
Puis, ingénieur dans l'atelier d'énergie de l'usine de métallurgie de Zhonghua à Shanghai, il devient secrétaire adjoint de la branche du Parti pour cet atelier.
En 1977 il devient directeur adjoint du Comité révolutionnaire de l'usine de métallurgie de Zhonghua à Shanghai et directeur adjoint de cette usine.
En 1980 il devient directeur adjoint de la compagnie de construction mécanique générale de pétrochimie de Shanghai, directeur adjoint du bureau No. 1 de l'industrie mécano-électrique de Shanghai.
En 1983 il est élu membre du Comité permanent du Comité municipal du PCC pour Shanghai et secrétaire du Comité du parti de la commission municipale du travail pour l'industrie.
Lorsque Zhu Rongji devint vice-Premier ministre du Conseil des affaires de l’État en 1991, Huang lui succéda comme maire de Shanghai et secrétaire du Parti de la ville jusqu'en octobre 2002. Il n'a pas laissé un souvenir impérissable à Shanghai, se contentant de garder le Parti de la ville dans la ligne. Il fut critiqué par ses rivaux politiques pour avoir marié sa fille, Huang Fan (黄凡) à Fang Yiwei (方以伟), le fils de Fang Dachuan (方大川), un journaliste pro-Taiwan de San Francisco.
En 1994 il est élu membre du Comité central du PCC et secrétaire du comité municipal du PCC pour Shanghai tout en restant maire de la ville.
En 1995 il est élu membre du Bureau politique du PCC.
Il est membre du 15e Politburo et du 17e.

## État de santé

### Cancer
L'état de sa santé fut l'objet de beaucoup de spéculation : février 2006, le South China Morning Post a rapporté que Huang ayant le cancer du pancréas, sa démission était attendue. Cependant, les autorités, qui ont au début refusé de commenter sa disparition de l'horizon public, déclarent sa guérison, donnant ainsi raison aux spéculations.
Le 17 mars, son état est apparemment critique. La possibilité existe que ce ne fut qu'une manifestation de la lutte de pouvoir entre les camps de Jiang et Hu.
Huang assiste au forum de Science et Technology à Pékin le 5 juin 2006, et a l'air épuisé et stressé.
Huang tient son discours devant la conférence des dirigeants des entreprises de l'état (SOE) le 5 janvier, 2007, et est de nouveau absent de la Conférence centrale des affaires financières, un dossier qui est sous sa responsabilité. Ses apparitions deviennent de moins en moins fréquentes. Il fait part de ses condoléances mais n'a pas assisté aux obsèques de Bo Yibo, renouvelant les spéculations sur la gravité de sa condition. Les médias Hong Kongais ont rapporté que Huang suivait un traitement à Shanghaï. Huang visiblement faible, assista au Congrès national populaire en mars 2007.
Huang aurait donné congé à Pékin en mars 2007 pour sa démission, et aurait ainsi transféré la plupart de ses dossiers et pouvoirs au premier Ministre en janvier. En vue du changement de la composition qu'il y aura au 17e Congrès de la partie communiste en octobre 2007, et l'état de sa santé, sa retraite aurait été prise en compte par des analystes.
Il y a eu très peu d'activité officielle entre janvier et novembre 2006, et Huang n'a pas eu d'engagement public depuis le 7 mars, 2007.
Fin avril 2007, il aurait quitté Shanghaï, et entrait dans l'Hôpital Militaire 301 à Pékin.

### Mort supposée
Citant des sources au sein de l'Hôpital Militaire 301 à Pékin, The Times rapporte sa mort le matin de 9 mai 2007. Le lendemain, le Conseil des affaires de l'État nie la véracité de ce rapport
.
Phoenix Television fut la seule chaine de télévision chinoise à propager cette nouvelle, à partir de 19h00. À 19h30, le Conseil des affaires de l'État nie ses rapports. Une rétraction et les excuses de Phoenix suivent vers 20h00. L’aile sud-ouest de l'Hôpital 301 fut complètement isolée ; les autorités rappellent aux média que toute nouvelle officielle serait diffusée par Xinhua ; les sites web devraient désormais suivre les instructions de l’agence.
A trois reprises, des rumeurs ont circulée à propos de la mort de Huang, avant qu'elle ne soit officialisée. Les mécontents de la société ont profité de ces occasions pour faire entendre leurs plaintes sur les problèmes sociaux et politiques. La proximité de l’anniversaire des manifestations de la place Tian'anmen, il y a 18 ans, rend l'annonce de sa mort d'autant plus sensible pour les autorités chinoises.

### Sa mort
Le 29 mai, Huang fut élu l’un des représentants du parti local au 17e Congrès national en novembre 2007.
Il meurt officiellement le 2 juin 2007 au matin.
Agence de presse chinoise officielle Xinhua rapportée que Huang est mort à 02h03, d’un cancer du pancréas, à l’âge de 68 ans. Les versions bilingues (anglaise et chinoise) de sa nécrologie étaient disponibles simultanément vers 06h30 le matin, 4 heures après son décès.
Les nouvelles de sa mort étaient diffusées en premier lors des infos de 19h00. Les journalistes présentateurs, habillés en noir, donnent lecture de son obituaire de 155 mots en ton grave et sérieux, sans évaluation de ses accomplissements. L’affichage à l’écran était simplement « Camarade Huang Ju est mort ».
Les autorités ne tolèrent ni commentaires négatifs ni des discussions qui portent sur les qualités de Huang, ou sa vie politique : les sites web de discussion sont lourdement et rapidement censurés. Huang fut l’un des maires les moins appréciés de la ville de Shanghai, contrairement au Zhu Rongji et Xu Kuangdi, qui sont bien aimés par le public. La réaction de sa mort à Shanghai, donc, était visiblement froide.
Huang est le premier membre du « Politburo » à mourir en poste depuis 30 ans, quand Mao Zedong est mort en septembre 1976, ce qui en fait à la fois le cadre communiste le plus important à mourir en poste depuis le début des réformes économiques en 1978, et le premier Vice-président à mourir durant son mandat.